# Fabrice Ondoa
Joseph Fabrice Ondoa Ebogo (Yaoundé, 24 december 1995) is een Kameroens voetbaldoelman die door Deportivo Alavés wordt uitgeleend aan NK Istra 1961.

## Clubcarrière
Ondoa sloot zich als kind aan bij de Samuel Eto'o Academy. Hij werd ontdekt op Festi Eto'o, een jeugdtoernooi om talent op te sporen voor deze voetbalacademie. De ploeg waarin Ondoa meespeelde werd in de eerste ronde uitgeschakeld, maar toen een andere ploeg een doelman miste sprong Ondoa bij. Met die andere ploeg won hij het toernooi.
Via de Fundación Eto'o kwam hij in 2009 bij de jeugdopleiding van FC Barcelona terecht. Deze stichting is een samenwerkingsverband tussen FC Barcelona en Samuel Eto'o, speler bij de club van 2004 tot 2009. Met de Juvenil A, het hoogste jeugdelftal, won hij in 2014 de regionale groep van de División de Honor en de UEFA Youth League. Tijdens de finale van de allereerste editie van de UEFA Youth League stond Ondoa in doel tegen SL Benfica. Voorafgaand aan het volgende seizoen werd Ondoa reservedoelman bij het tweede elftal. Hij speelde echter geen enkele officiële wedstrijd en in januari 2016 vertrok Ondoa naar Gimnàstic. Van 2016 tot 2018 speelde Ondoa als reservedoelman bij Sevilla Atlético, het tweede elftal van Sevilla FC.
In 2018 trok Ondoa de deur in Spanje definitief achter zich dicht in Spanje: de doelman tekende in juni van dat jaar bij KV Oostende, waar zijn ex-bondscoach Hugo Broos toen sportief directeur was. Op de vierde competitiespeeldag van het seizoen 2018/19 kreeg hij zijn kans in doel tegen KV Kortrijk, ten nadele van William Dutoit. Ondoa kreeg van KV Oostende, net als Dutoit, drie wedstrijden de kans om zich te bewijzen. Na de interlandbreak koos de club voor Ondoa als eerste doelman, maar in december 2018 greep Dutoit toch opnieuw zijn kans. Toen interim-trainer Broos in Play-off 2 besloot te roteren, kreeg Ondoa toch nog in zes wedstrijden zijn kans. De Kameroener bleef echter de doublure van Dutoit.
Toen er in december 2020 een lockdownfeestje werd stilgelegd bij Ondoa, besloot KV Oostende om zijn doelman te ontslaan. Ondoa vond twee maanden later onderdak bij Deportivo Alavés, dat hem meteen voor de rest van het seizoen uitleende aan zijn Kroatische partnerclub NK Istra 1961.

## Interlandcarrière
Op 24 augustus 2014 werd Ondoa opgeroepen voor het Kameroens voetbalelftal voor de wedstrijden tegen Congo-Kinshasa en Ivoorkust. Op 6 september maakte hij in de met 2–0 gewonnen wedstrijd tegen Congo-Kinshasa zijn debuut, en werd geprezen door bondscoach Volker Finke. Ondoa was basisspeler in alle groepswedstrijden van Kameroen op het Afrikaans kampioenschap voetbal 2015 en was eerste doelman op het volgende kampioenschap in 2017, waarin in de finale werd gewonnen van Egypte (2–1). Hij nam met Kameroen als regerend Afrikaans kampioen deel aan de FIFA Confederations Cup 2017, waar in de groepsfase werd verloren van regerend wereldkampioen Duitsland, regerend Zuid-Amerikaans kampioen Chili en werd gelijkgespeeld tegen de kampioen van Azië, Australië.
| Interlands van Fabrice Ondoa voor Kameroen | Interlands van Fabrice Ondoa voor Kameroen | Interlands van Fabrice Ondoa voor Kameroen | Interlands van Fabrice Ondoa voor Kameroen | Interlands van Fabrice Ondoa voor Kameroen | Interlands van Fabrice Ondoa voor Kameroen |
| №                                          | Datum                                      | Wedstrijd                                  | Uitslag                                    | Soort wedstrijd                            | Doelpunten                                 |
| Als speler bij FC Barcelona B              | Als speler bij FC Barcelona B              | Als speler bij FC Barcelona B              | Als speler bij FC Barcelona B              | Als speler bij FC Barcelona B              | Als speler bij FC Barcelona B              |
| ------------------------------------------ | ------------------------------------------ | ------------------------------------------ | ------------------------------------------ | ------------------------------------------ | ------------------------------------------ |
| 1.                                         | 6 september 2014                           | Congo-Kinshasa – Kameroen                  | 0 – 2                                      | Kwalificatie AK 2015                       |                                            |
| 2.                                         | 10 september 2014                          | Kameroen – Ivoorkust                       | 4 – 1                                      | Kwalificatie AK 2015                       |                                            |
| 3.                                         | 11 oktober 2014                            | Sierra Leone – Kameroen                    | 0 – 0                                      | Kwalificatie AK 2015                       |                                            |
| 4.                                         | 15 oktober 2014                            | Kameroen – Sierra Leone                    | 2 – 0                                      | Kwalificatie AK 2015                       |                                            |
| 5.                                         | 15 november 2014                           | Kameroen – Congo-Kinshasa                  | 1 – 0                                      | Kwalificatie AK 2015                       |                                            |
| 6.                                         | 19 november 2014                           | Ivoorkust – Kameroen                       | 0 – 0                                      | Kwalificatie AK 2015                       |                                            |
| 7.                                         | 7 januari 2015                             | Kameroen – Congo-Kinshasa                  | 1 – 1                                      | Vriendschappelijk                          |                                            |
| 8.                                         | 10 januari 2015                            | Kameroen – Zuid-Afrika                     | 1 – 1                                      | Vriendschappelijk                          |                                            |
| 9.                                         | 20 januari 2015                            | Mali – Kameroen                            | 1 – 1                                      | Afrikaans kampioenschap                    |                                            |
| 10.                                        | 24 januari 2015                            | Kameroen – Guinee                          | 1 – 1                                      | Afrikaans kampioenschap                    |                                            |
| 11.                                        | 28 januari 2015                            | Kameroen – Ivoorkust                       | 0 – 1                                      | Afrikaans kampioenschap                    |                                            |
| 12.                                        | 25 maart 2015                              | Indonesië – Kameroen                       | 0 – 1                                      | Vriendschappelijk                          |                                            |
| 13.                                        | 9 juni 2015                                | Congo-Kinshasa – Kameroen                  | 1 – 1                                      | Vriendschappelijk                          |                                            |
| 14.                                        | 14 juni 2015                               | Kameroen – Mauritanië                      | 1 – 0                                      | Kwalificatie AK 2017                       |                                            |
| 15.                                        | 6 september 2015                           | Gambia – Kameroen                          | 0 – 1                                      | Kwalificatie AK 2017                       |                                            |
| 16.                                        | 11 oktober 2015                            | Nigeria – Kameroen                         | 3 – 0                                      | Vriendschappelijk                          |                                            |
| Als speler bij Pobla de Mafumet CF         |                                            |                                            |                                            |                                            |                                            |
| 17.                                        | 29 maart 2016                              | Zuid-Afrika – Kameroen                     | 0 – 0                                      | Kwalificatie AK 2017                       |                                            |
| 18.                                        | 30 mei 2016                                | Frankrijk – Kameroen                       | 3 – 2                                      | Vriendschappelijk                          |                                            |
| 19.                                        | 3 juni 2016                                | Mauritanië – Kameroen                      | 0 – 1                                      | Kwalificatie AK 2017                       |                                            |
| Als speler bij Sevilla Atlético            |                                            |                                            |                                            |                                            |                                            |
| 20.                                        | 3 september 2016                           | Kameroen – Gambia                          | 2 – 0                                      | Kwalificatie AK 2017                       |                                            |
| 21.                                        | 9 oktober 2016                             | Algerije – Kameroen                        | 1 – 1                                      | Kwalificatie WK 2018                       |                                            |
| 22.                                        | 12 november 2016                           | Kameroen – Zambia                          | 1 – 1                                      | Kwalificatie WK 2018                       |                                            |
| 23.                                        | 5 januari 2017                             | Kameroen – Congo-Kinshasa                  | 2 – 0                                      | Vriendschappelijk                          |                                            |
| 24.                                        | 10 januari 2017                            | Kameroen – Zimbabwe                        | 1 – 1                                      | Vriendschappelijk                          |                                            |
| 25.                                        | 14 januari 2017                            | Burkina Faso – Kameroen                    | 1 – 1                                      | Afrikaans kampioenschap                    |                                            |
| 26.                                        | 18 januari 2017                            | Kameroen – Guinee-Bissau                   | 2 – 1                                      | Afrikaans kampioenschap                    |                                            |
| 27.                                        | 22 januari 2017                            | Gabon – Kameroen                           | 0 – 0                                      | Afrikaans kampioenschap                    |                                            |
| 28.                                        | 28 januari 2017                            | Senegal – Kameroen                         | 0 – 0                                      | Afrikaans kampioenschap                    |                                            |
| 29.                                        | 2 februari 2017                            | Kameroen – Ghana                           | 2 – 0                                      | Afrikaans kampioenschap                    |                                            |
| 30.                                        | 5 februari 2017                            | Egypte – Kameroen                          | 1 – 2                                      | Afrikaans kampioenschap                    |                                            |
| 31.                                        | 24 maart 2017                              | Tunesië – Kameroen                         | 0 – 1                                      | Vriendschappelijk                          |                                            |
| 32.                                        | 10 juni 2017                               | Kameroen – Marokko                         | 1 – 0                                      | Kwalificatie AK 2019                       |                                            |
| 33.                                        | 18 juni 2017                               | Kameroen – Chili                           | 0 – 2                                      | Confederations Cup                         |                                            |
| 34.                                        | 22 juni 2017                               | Kameroen – Australië                       | 1 – 1                                      | Confederations Cup                         |                                            |
| 35.                                        | 25 juni 2017                               | Duitsland – Kameroen                       | 3 – 1                                      | Confederations Cup                         |                                            |
| 36.                                        | 1 september 2017                           | Nigeria – Kameroen                         | 4 – 0                                      | Kwalificatie WK 2018                       |                                            |
| 37.                                        | 4 september 2017                           | Kameroen – Nigeria                         | 1 – 1                                      | Kwalificatie WK 2018                       |                                            |
| 38.                                        | 7 oktober 2017                             | Kameroen – Algerije                        | 2 – 0                                      | Kwalificatie WK 2018                       |                                            |
| 39.                                        | 11 november 2017                           | Zambia – Kameroen                          | 2 – 2                                      | Kwalificatie WK 2018                       |                                            |
| 40.                                        | 25 maart 2018                              | Koeweit – Kameroen                         | 1 – 3                                      | Vriendschappelijk                          |                                            |
| Als speler bij KV Oostende                 |                                            |                                            |                                            |                                            |                                            |
| 41.                                        | 16 oktober 2018                            | Malawi – Kameroen                          | 0 – 0                                      | Kwalificatie AK 2019                       |                                            |
| 42.                                        | 20 november 2018                           | Brazilië – Kameroen                        | 1 – 0                                      | Vriendschappelijk                          |                                            |
| 43.                                        | 12 oktober 2019                            | Tunesië – Kameroen                         | 0 – 0                                      | Vriendschappelijk                          |                                            |
| 44.                                        | 9 oktober 2020                             | Japan – Kameroen                           | 0 – 0                                      | Vriendschappelijk                          |                                            |

Bijgewerkt op 16 februari 2021.